# Ban de Mont-ros
El Ban de Mont-ros és una devesa muntanyenca del terme municipal de la Torre de Cabdella, al Pallars Jussà, dins de l'antic terme de Mont-ros.
Està situat al nord-est del poble de Mont-ros, a la dreta del barranc del Ban, en els vessants meridionals del Serrat del Solà i del Serrat del Cabo.